# Cal Rellotger
Cal Rellotger és un edifici al municipi d'Anglès inclòs en l'Inventari del Patrimoni Arquitectònic de Catalunya. Les primeres notícies que es tenen d'aquest casal són del 1362. Segons l'arxiver municipal, Emili Rams, en origen aquest gran casal fou la seu de l'antiga notaria del castell d'Anglès. La part més nova és el resultat d'una sèrie d'intervencions que es van portar a terme en el casal primigeni entorn del segle xix. Actualment és un habitatge dividit en dos habitatges unifamiliars.

## Arquitectura
Es tracta d'un gran immoble al Carrer Major d'Anglès que consta de planta baixa i dos pisos, entre mitgeres. Està cobert amb una teulada a dues aigües de vessants a façana i cornisa de dents de serra. El seu emplaçament és al costat dret del carrer major. Respon a la tipologia de casal gòtic transformat.

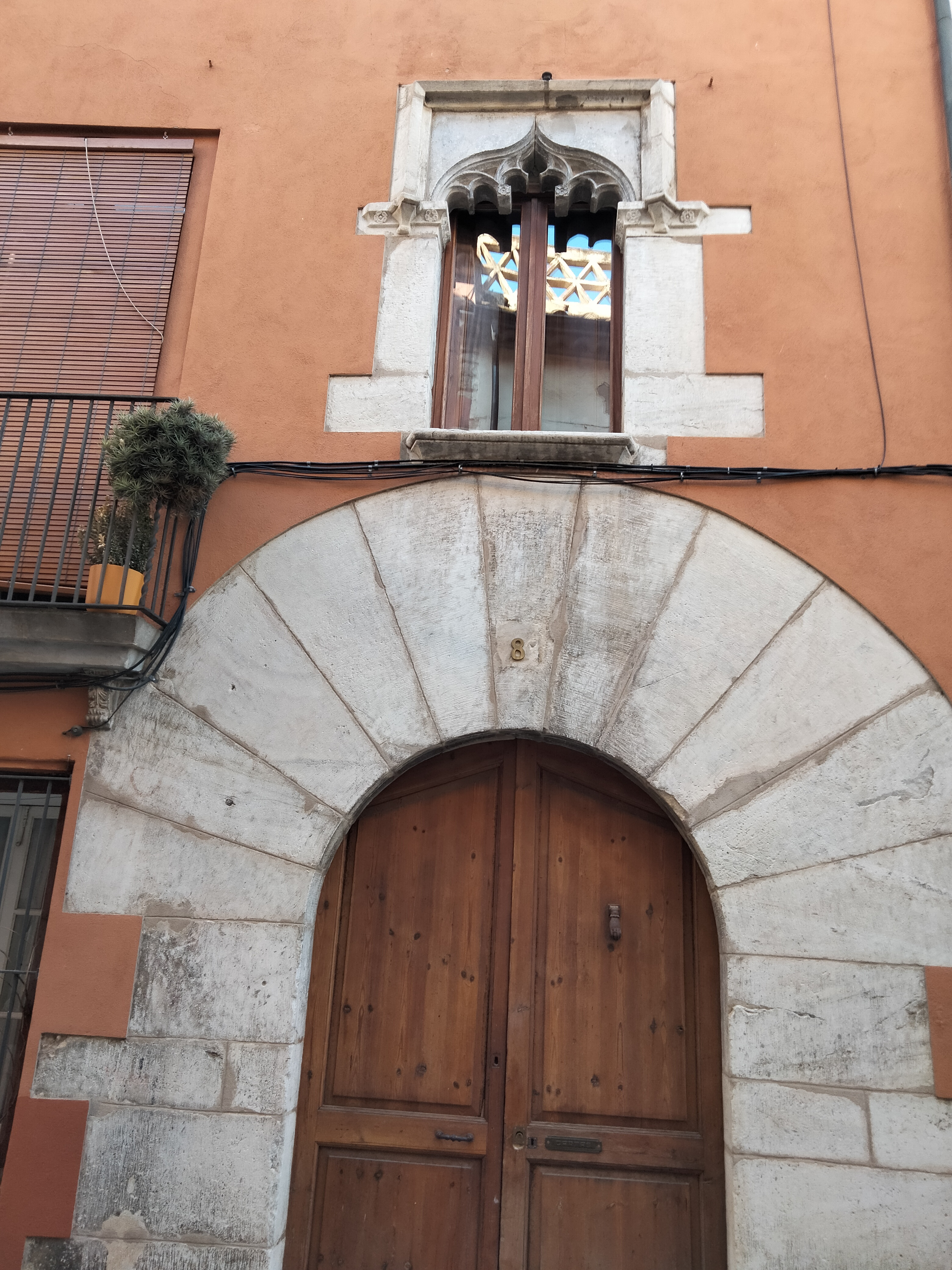
Detall de la façana del número 8, amb el portal adovellat i la finestra d'arc conopial

Tot i que en origen constituïa un sol immoble, ha estat dividit o fragmentat en dues parts originant i confeccionant dues cases independents i separades. Aquesta disgregació queda perfectament demostrada amb la resolució del cromatisme de les respectives façanes, amb dos colors completament xocants i contraris.
Al sector primigeni, la planta baixa destaca pel gran portal adovellat d'arc de mig punt amb unes dovelles de grans dimensions molt ben escairades. El primer pis o planta noble consta de dues obertures com són: la primera rectangular i projectada com a balconada amb una barana de ferro forjat amb un ampit motllurat sustentat per dues mènsules. La segona, que és la més important de tot el conjunt, consisteix en una finestra d'arc conopial amb decoració lobulada. Aquesta està dotada d'una línia d'imposta molt reeixida plàsticament amb uns petits relleus en format de flors, de la qual arrenca el guardapols amb muntants de pedra i ampit treballat. El segon pis és projectat com a golfes i està resolt en façana amb una petita galeria amb tres arcades de mig punt, sustentades per unes columnes molt ben resoltes des del punt de vista plàstic, ja que tant el basament, com el fust i el capitell estant molt ben perfilats i definits. Aquesta galeria amb arcades és fruit d'una intervenció molt recent -tenint en compte que al costat encara no s'han acabat les obres sinó que encara continuen actives- que cal contextualitzar en el marc general de les obres que estan afectant a tot l'edifici, tant en l'àmbit interior com exterior.
La part més nova també consta de tres plantes. En la planta baixa destaca en especial el portal d'accés rectangular amb llinda monolítica conformant un arc pla, muntants de pedra i coronat per un escut. El portal es troba acompanyat per una finestra que aplega les mateixes característiques formals. Pel que fa a la planta noble i al segon pis s'ha reproduït la mateixa solució però a escala diferent, és a dir: dues finestres per pis que recullen les mateixes característiques: rectangulars, amb llinda monolítica i muntants de pedra. Sobresurt la balconada de la planta noble, tant per la barana de ferro forjat com els petits mascarons en les impostes.